# Ludwik Wolnik
Ludwik Wolnik (ur. 19 sierpnia 1889 w Ślesinie, zm. po 1941) – polski inżynier i samorządowiec, burmistrz Nowogródka i Baranowicz. 

## Życiorys
Syn Kazimierza i Weroniki z Kleinów. Ukończył studia na Wydziale Mechaniki Politechniki w Köthen. W 1914 dostał się do niewoli rosyjskiej. Przebywał na Uralu, później pracował przy budowie fabryk w Moskwie, a w latach 1916–1918 pełnił obowiązki wicedyrektora fabryki Gustaw Pełka w Moskwie. Na emigracji w Rosji zakładał Stowarzyszenie Wielkopolan, którego został sekretarzem. Po powrocie do kraju zatrudniony w Ministerstwie Robót Publicznych. Walczył jako ochotnik w wojnie polsko-bolszewickiej. Po demobilizacji zatrudniony w samorządzie na Kresach Wschodnich. Pracował w Wydziale Administracyjnym Urzędu Wojewódzkiego w Nowogródku, w którym był kierownikiem odbudowy i daniny lasowej (1927). Sprawował funkcje: burmistrza Nowogródka i Baranowicz (w latach 30. do wybuchu II wojny światowej). Jako burmistrz dążył do rozwoju przemysłu na Nowogródczyźnie, za jego kadencji powstały w 1936 baranowickie zakłady „Kresexport”, których wyroby były eksportowane do Europy Zachodniej i USA (zakłady zatrudniały 250 robotników). 
Działał społecznie, był m.in. sekretarzem LOPP w Nowogródku (od 1927), a później jej prezesem obwodowym, wiceprezesem Nowogródzkiego Powiatowego Towarzystwa Łowieckiego. 
Został aresztowany przez NKWD 29 września 1939, w następnym roku skazany na 8 lat pobytu w łagrze „Susłowskij” w obwodzie nowosybirskim. Zwolniono go we wrześniu 1941, prawdopodobnie dołączył do armii Andersa, jednak dalszy los pozostaje nieznany. Rehabilitowany przez prokuraturę obwodu brzeskiego w 1989.
Był żonaty (od 1919) z Klementyną Synoradzką.

## Ordery i odznaczenia
- Złoty Krzyż Zasługi (13 maja 1933)[2]
- Srebrny Krzyż Zasługi (9 listopada 1931)[3]
- Medal Pamiątkowy za Wojnę 1918–1921
- Medal Dziesięciolecia Odzyskanej Niepodległości